# Польский ультиматум Литве

Карта территориальных споров Литвы в 1939—1940 годах. Спорные территории Виленского края показаны коричневым и оранжевым цветами

Польский ультиматум Литве — ультиматум, выставленный Польшей Литве 17 марта 1938 года. Правительство Литвы последовательно отказывалось вступать в дипломатические отношения с Польшей, протестуя против аннексии Виленского края. Возраставшее перед Второй мировой войной напряжение в Европе вынуждало Польшу искать способы обезопасить свои северные границы. Пятью днями ранее, основываясь на международном признании аннексии Австрии Третьим рейхом, польское правительство решило, что необходимо предъявить Литве ультиматум с требованием дать безусловное согласие на установление дипломатических отношений с Варшавой в течение 48 часов и завершить взаимную аккредитацию не позднее 31 марта.
Установление дипломатических отношений де-факто означало отказ Литвы от притязаний на Виленский край и Вильнюс. В случае отказа Польша оставляла за собой право использовать «все соответствующие меры» для обеспечения безопасности своей границы.
16 и 18 марта 1938 года народный комиссар иностранных дел СССР Максим Литвинов вызывал польского посла Вацлава Гржибовского, разъяснив, что несмотря на отсутствие военного союза между Литвой и СССР, Советский Союз заинтересован в сохранении независимости Литвы и выступает против развязывания войны, в противном случае советское правительство денонсирует без предупреждения польско-советский пакт о ненападении и в случае вооруженного нападения на Литву оставит за собой свободу действий. Одновременно правительству Литвы была отправлена нота, в которой рекомендовалось принять условия ультиматума, касающиеся установления дипломатических отношений. Благодаря этому вмешательству опасность вооруженного конфликта между Польшей и Литвой была предотвращена. Польское руководство ограничило свои требования одним пунктом — установлением дипломатических отношений — и отказалось от вооруженного вторжения в Литву.
Литва, не рискнув вступить в вооружённое противостояние, приняла ультиматум 19 марта. Дипломатические отношения были установлены, однако де-юре это не означало признания потери Виленского края. Сходный ультиматум польское правительство выставило Чехословакии 30 сентября 1938 года во время Судетского кризиса, требуя Заользье, восточную часть Тешинской Силезии. В обоих случаях Польша использовала международный кризис, чтобы решить в свою пользу пограничные споры.